# هاکون
هاکون، روستایی در دهستان حومه بخش مرکزی شهرستان کنگان در استان بوشهر ایران است.

## جمعیت
بر پایه سرشماری عمومی نفوس و مسکن در سال ۱۳۹۵، جمعیت این روستا برابر با ۲۷ نفر (۶ خانوار) بوده‌است.